# Papirus Oxyrhynchus 5
Papirus Oxyrhynchus 5 oznaczany jako P.Oxy.I 5 – fragment wczesnochrześcijańskiej homilii napisanej w języku greckim. Papirus ten został odkryty przez Bernarda Grenfella i Arthura Hunta w 1897 roku w Oksyrynchos. Fragment jest datowany na koniec III wieku lub na początek IV wieku n.e. Przechowywany jest w Bodleian Library (Ms. Gr. Th. f 9). Tekst został opublikowany przez Grenfell i Hunt w 1898 roku.
Manuskrypt został napisany na papirusie w formie kodeksu. Rozmiary pierwotnej karty wynosiły 12 na 11,4 cm. Tekst jest pisany literami uncialnymi. Nomina sacra są pisane w skróconej formie (ΠΝΑ, ΚΣ, ΙΣ, ΧΣ). Strona recto zachowała się w znacznie lepszym stanie niż verso.
Papirus ten cytuje Pasterza Hermasa.